# بعثة الإنقاذ الأمريكية في سوريا 2014
بعثة الإنقاذ الأمريكية في سوريا عام 2014 نفذت لإنقاذ أكثر من عشرين أجنبيا اثنان منهم صحفيان احتجزتهما داعش. على الرغم من أنه لم يفقد أي جندي في هذه المهمة إلا أنه لم يكن ناجحا لأن الرهائن لم يمكن تحديد موقعهم.

## العملية
في 4 يوليو 2014 وبعد منتصف الليل شنت غارات جوية أمريكية على القاعدة العسكرية لتنظيم الدولة الإسلامية المعروف باسم معسكر أسامة بن لادن. في الوقت نفسه قام اثنان وعشرون من أفراد العمليات الخاصة بالمظلات من طائرات هليكوبتر بالقرب من مبنى لتنظيم داعش لسجناء ذوي قيمة عالية. بعد الهبوط على الأرض أوقف الجنود الطريق الرئيسي نحو الرقة وهاجموا السجن. بيد أنه لم يتم العثور على أسرى في المبنى. ثم أجروا عمليات تفتيش من منزل إلى منزل في عقيريشاه. في هذا الوقت بدأت قوات داعش في الوصول إلى الرقة وتلا ذلك القتال لمدة ثلاث ساعات. خلال القتال قام المسلحون أيضا بإطلاق آر بي جي على طائرات أمريكية لكنهم أخطأوهم. في النهاية توصلت القوات الأمريكية إلى استنتاج مفاده أن الرهائن لم يكونوا في الموقع وتخلوا عن محاولة الإنقاذ. قتل ما بين خمسة وثمانية مسلحين من تنظيم داعش. في وقت لاحق أفيد بأن الرهائن نقلوا قبل 24 ساعة من محاولة الإنقاذ. لم يتضح بعد ما إذا كانت العملية فشلت بسبب الاستخبارات غير الصحيحة أو إذا تم تنبيه قوات داعش قبل البعثة.

## فيما بعد
بعد أكثر من شهر من العملية أعدم الصحفي الأمريكي جيمس فولي. في الأسابيع والأشهر التالية تم إعدام كل من الصحفي الأمريكي ستيفن سوتلوف وعامل الإغاثة بيتر كاسيغ فضلا عن عمال الإغاثة البريطانيين ديفيد كاوثرون هاينس وألان هانينغ. كما احتجز داعش الصحفي البريطاني جون كانتلي لاستخدامه لأغراض الدعاية.
اعتبر وزير الدفاع هذا «عملية لا تشوبها شائبة» في ذلك الوقت على الرغم من أنهم فشلوا في إنقاذ الرهائن. كما أهمل الاعتراف بأن هذا فشل في الذكاء.
علق مسؤول في وزارة الدفاع على فشل هذه المهمة قائلا: «نحن لسنا متأكدين من سبب تحركهم... بحلول الوقت الذي وصلنا إليه كان الوقت متأخرا... مسألة ساعات ربما يوم أو يومين». منذ نقل الرهائن الأمريكيين من موقعهم الأولي. أحبط مسؤولو الدفاع علنا بشفافية الإدارة فيما يتعلق بمعلومات هذه البعثة. أعربت المتحدثة باسم مجلس الأمن القومي عن «عدم اعتزامها الكشف عن هذه العملية». هذه المسألة تثير بالغ القلق وأخذت بعين الاعتبار عندما أكد الرئيس أوباما مجددا للدول الأعضاء في مجلس الأمن أن «المقاتلين الأجانب يرجح أن يعودوا إلى بلدانهم الأصلية لتنفيذ هجمات». وجدت الأبحاث أن هؤلاء المتطرفين يعودون إلى وطنهم من 20 إلى 30 في المائة.